# Koningsplein (Zwolle)

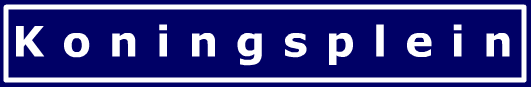
Straatnaambord Koningsplein

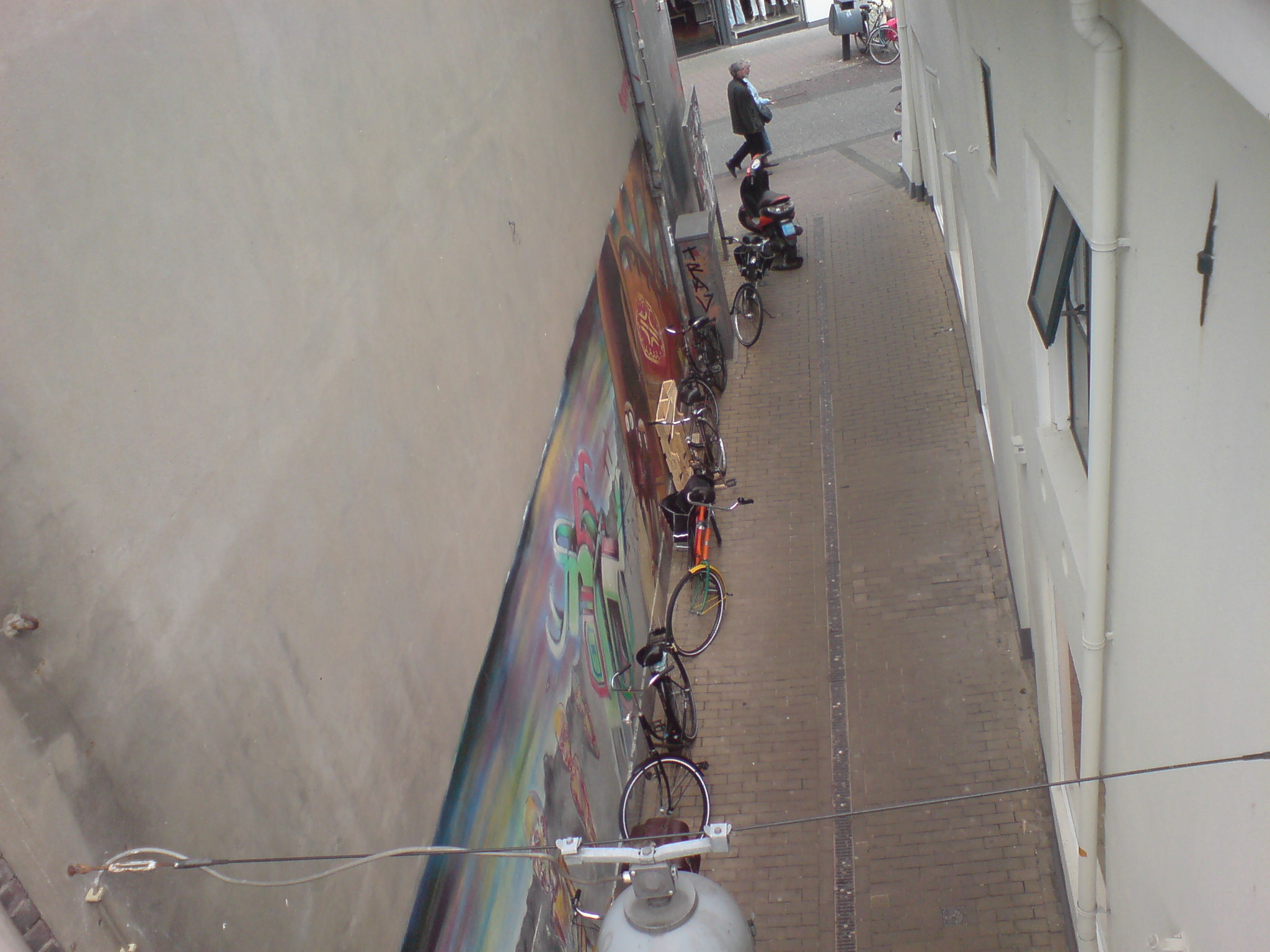
Koningsplein richting Diezerstraat vanuit 5A

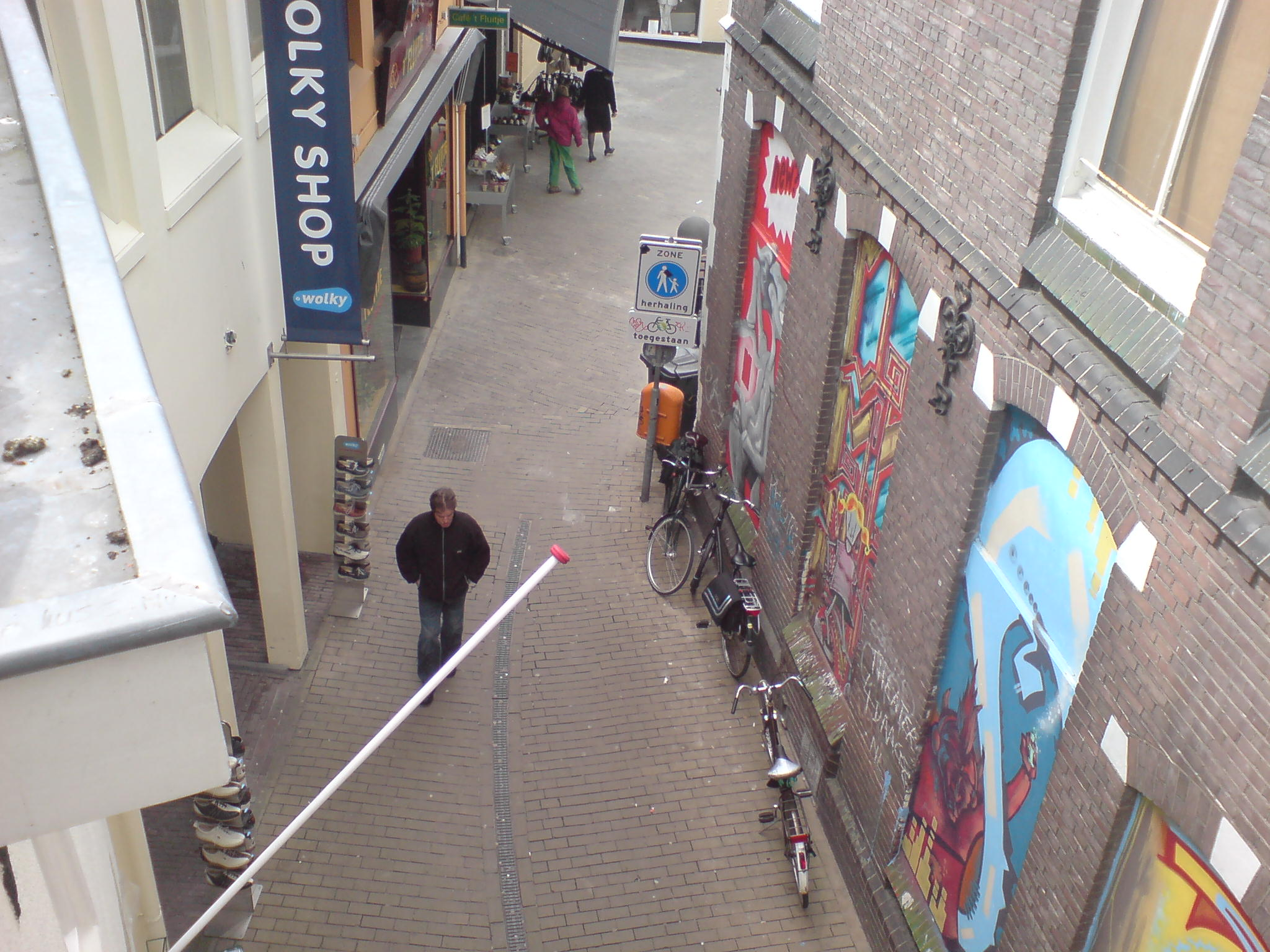
Koningsplein richting Oude Vismarkt vanuit 5A

Het Koningsplein in Zwolle is een steeg in het centrum van Zwolle aan de Diezerstraat.

## Bekende historie
Vroeger was het Koningsplein een straat langs het Heilige Geest Gasthuis gesticht in 1306 als passantenhuis voor reizigers, ziekenhuis voor de armen en bejaardentehuis. Het gasthuis is in 1851 grotendeels verwoest door een brand, maar aan zowel de buitenkant van het gebouw als aan de binnenkant zijn nog vele kenmerken te zien van het oude gebouw. Op de tweede verdieping zijn nog enkele steunbalken uit de 16e eeuw te zien. Ook kan men op heb binnenpleintje nog enkele dicht gemetselde kerkramen bewonderen.
Ook een ander gebouw aan het Koningsplein wijst op een vroegere rijkdom die hier toch wel geweest moet zijn. Wanneer men vanuit de Oude Vismarkt door het steegje loopt, kan men op de eerste verdieping van het gebouw waar de straat erg versmalt een gietijzeren balkon hekwerk zien met daarin iets van dolfijnen verwerkt. Wellicht zonder enig toeval kijkt men vanuit dit balkonnetje uit over de Oude Vismarkt.

## Tegenwoordig
Op het moment is het Koningsplein een onopvallend straatje waaraan een aantal winkels zijn gevestigd, een tweetal cafés en tussen dit alles een klein studentenhuisje. Het Koningsplein in een van de weinige plekken waar men door de gemeente gesponsorde graffiti aan de muren kan vinden, hetgeen in het voorjaar van 2006 ter discussie kwam te zijn, maar nog steeds met enige regelmaat wordt onderhouden.